# Karrar Jassim Mohammed
Karrar Jassim Mohammed (en árabe: كرار جاسم‎; Nayaf, Irak; 11 de junio de 1987) es un exfutbolista internacional iraquí que jugaba de centrocampista.

## Trayectoria
Karrar Jassim, que actúa de centrocampista o de delantero (como segundo punta), empezó su carrera profesional en 2004 en un equipo de su ciudad natal, el Nayaf FC. En 2006 consigue con su club quedar segundo en el campeonato de Liga, por detrás del Al-Zawraa, con el que perdió la final en la tanda de penaltis tras empatar a cero. Al año siguiente Karrar Jassim debuta en la Liga de Campeones de la AFC, donde anotó un gol.
En 2007 emigra a Catar, donde ficha por su actual club, el Al-Wakrah SC.

## Selección nacional
Ha sido internacional con la Selección de fútbol de Irak en 64 ocasiones. Su debut con la camiseta nacional se produjo en 2007.
Con su selección ganó la Copa Asiática 2007, torneo en el que disputó seis encuentros.
Ha sido convocado para disputar la Copa FIFA Confederaciones 2009, siendo el jugador más joven del grupo.

### Goles internacionales
| # | Fecha      | Lugar                            | Rival     | Gol | Resultado | Competición        |
| - | ---------- | -------------------------------- | --------- | --- | --------- | ------------------ |
| 1 | 13-07-2007 | Estadio Suphachalasai, Tailandia | Australia | 3-1 | 3-1       | Copa Asiática 2007 |

## Clubes
| Club                         | País  | Año       |
| ---------------------------- | ----- | --------- |
| Nayaf FC                     | Irak  | 2004-2007 |
| Al-Wakrah SC                 | Catar | 2007-2009 |
| Tractor Sazi FC              | Irán  | 2009-2011 |
| Esteghlal FC                 | Irán  | 2011-2012 |
| Shahin Bushehr F.C. (cedido) | Irán  | 2012      |
| Ajman Club                   | EAU   | 2012-2013 |
| Najaf FC (cedido)            | Irak  | 2013      |
| Talaba SC                    | Irak  | 2013-2014 |
| Esteghlal FC                 | Irán  | 2014-2015 |
| Naft Al-Wasat                | Irak  | 2015-2016 |
| Tractor Sazi FC              | Irán  | 2016-2017 |
| Sanat Naft Abadan            | Irán  | 2017-2019 |
| Al-Shorta SC                 | Irak  | 2019-2020 |
| Naft Al-Wasat                | Irak  | 2020-2021 |
| Naft Masjed Soleyman FC      | Irán  | 2021-2022 |

## Títulos
- 1 Copa Asiática (Selección iraquí, 2007)